# 北赫罗 (佛蒙特州)
北赫罗（英語：North Hero）位于美国佛蒙特州东北部，是格兰德岛县的县治所在，面积120.6平方公里。根据2000年美国人口普查，共有810人，其中白人占97.53%。